# Brachycarenus
Brachycarenus (лат.) — род клопов семейства булавников.

## Описание
Клопы бледно-жёлтого или сероватого цвета длиной 6—7,4 мм. Ширина головы примерно в 1,5 раза больше длины. Усики светлые, верх первого членика с чёрной полосой. Глаза сильно выступающие. Брюшко сверху чёрное с желтоватой каймой по краям, на которой иногда заметны красноватые пятна. Виды относящиеся к роду отличаются наличием (Brachycarenus tigrinus) или отсутствием (Brachycarenus languidus) чёрных точек на переднеспинке и жилках надкрылий.
Личинки беловатые или желтоватые. Брюшко в чёрных и светлых волосках, с местах соединения тергитов красноватые.

## Экология
Питаются на крестоцветных.

## Классификация
В составе рода описано два вида.
- Brachycarenus languidus (Horváth, 1891)
- Brachycarenus tigrinus (Schilling, 1829)

## Распространение
Встречаются на севере Евразии (на юг до Кашмира) и Северной Африке Вид Brachycarenus tigrinus интродуцирован в Северную Америку.